# Koopkrachtpariteit

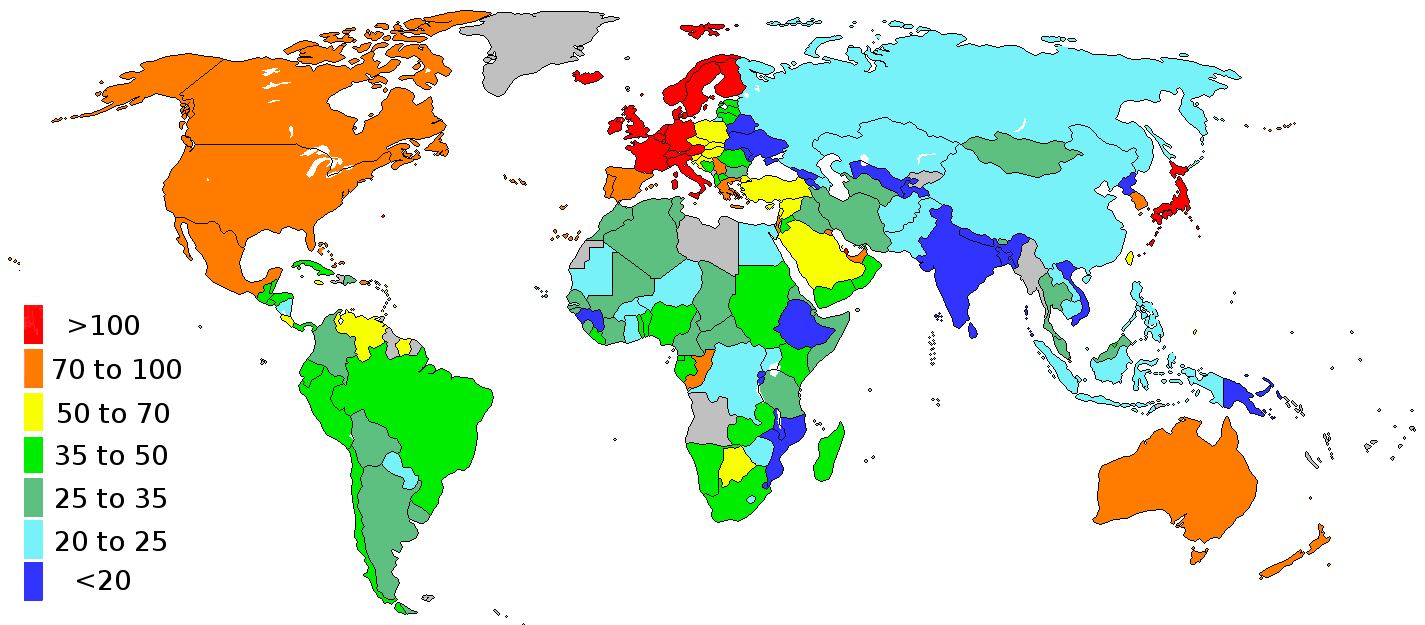
Koopkracht in de wereld in 2003, ten opzichte van de Verenigde Staten

Koopkrachtpariteit (kkp) of purchasing power parity (PPP) is een manier om de koopkracht van twee landen te vergelijken.
De wisselkoers op de financiële markten wordt in belangrijke mate bepaald door de prijzen van de op de wereldmarkt verhandelde goederen en diensten, maar dit is vaak een heel ander pakket van goederen en diensten dan dat wat de mensen in het dagelijkse leven consumeren.
Het inkomen per hoofd in dollars kan daarom een sterk vertekend beeld geven van de werkelijke koopkrachtverhoudingen. De rijkdom van relatief rijke landen wordt hierdoor over het algemeen sterk uitvergroot, evenals de armoede van relatief arme landen. De mensen in de arme landen consumeren namelijk veel goederen en diensten die ter plaatse, met de lage arbeidskosten van die landen, geproduceerd worden, zodat de kosten van levensonderhoud hier over het algemeen veel lager zijn dan in rijke landen.

Koopkracht in de wereld in 2020.

Zo bedroeg in China het inkomen per hoofd tegen de officiële wisselkoersen 1400 dollar, terwijl dit in koopkrachtpariteit 6200 dollar zou zijn vergeleken met het Amerikaanse prijspeil. Omgekeerd bedraagt het inkomen per hoofd in Japan tegen de officiële wisselkoers 37.600 dollar, terwijl dat in koopkrachtpariteit slechts 31.400 dollar zou zijn vergeleken met het Amerikaanse prijspeil.
Vroeger werd in de economische literatuur bijna uitsluitend getallen van het inkomen tegen de officiële wisselkoers gebruikt, hetgeen vaak een verwrongen beeld gaf. Tegenwoordig worden steeds vaker getallen op basis van koopkrachtpariteit gebruikt. Dat is niet altijd een verbetering. Wanneer het gaat om vergelijking van de invloed op de wereldmarkt, zijn de getallen tegen officiële wisselkoers namelijk relevanter. Bovendien kan er verwarring optreden als niet heel duidelijk wordt aangegeven op welke grondslag de voor een vergelijking gebruikte getallen berusten.
Een versimpelde versie van de koopkrachtpariteit is de Big Mac-index van The Economist.